# Doratoptera virescens
Doratoptera virescens (en coreano, 새벽빛가지나방) es una especie de polillas perteneciente a la familia Geometridae, descrito por primera vez en 1923 con distribución en Japón y Corea. Ha sido descrita en China, Busan (Corea), Okinawa, la isla de Tsushima, la región de Shikoku y la isla de Kyūshū.